# Séquence homologue
En biologie moléculaire, les séquences homologues sont deux ou plusieurs séquences nucléotidiques partageant une origine évolutive commune, c'est-à-dire présentant une homologie au sens de l'évolution moléculaire. Deux segments d'ADN distincts sont susceptibles d'avoir une origine commune à la suite d'une spéciation (orthologie), d'une duplication (paralogie) ou d'un transfert horizontal de gènes. L'homologie de l'ADN, de l'ARN et des protéines est généralement déduite de similitudes de la séquence des acides nucléiques ou des peptides traduits : de fortes similitudes entre séquences sont l'indication d'une origine commune. Les techniques d'alignement de séquences multiples permettent de préciser quelles régions de chaque séquence sont homologues.

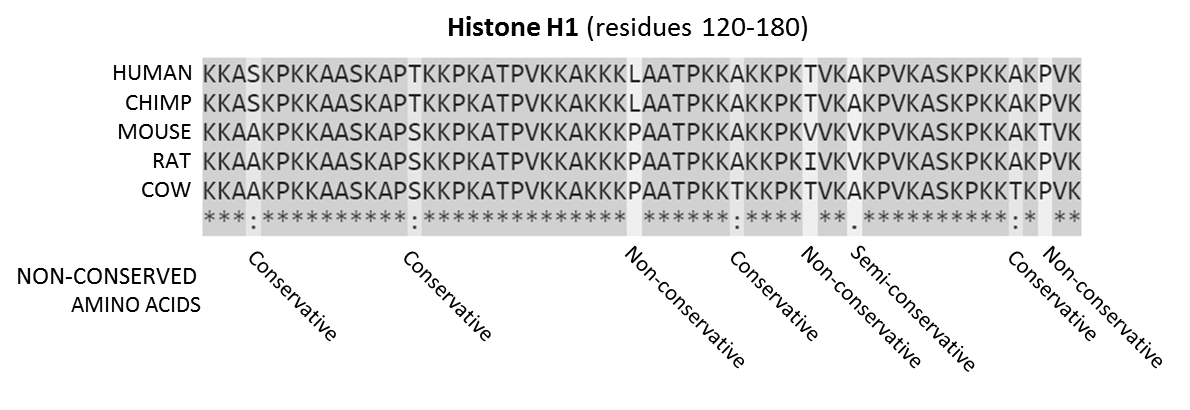
Alignement de séquences produit par ClustalO à partir d'histones de mammifères. Les séquences représentées correspondent aux résidus d'acides aminés 120 à 180 de chacune de ces protéines. Les résidus conservés à travers toutes les séquences sont soulignés en gris. La ligne du bas indique le type de conservation observé : séquence conservée (*) ou mutation conservatrice (:), semi-conservatrice (.), ou non conservatrice.

## Identité, similitude, conservation
L'homologie de séquences est une notion distincte de leur degré d'identité ou de similitude. Ainsi, on parle parfois de « pourcentage d'homologie » pour signifier « similitude de séquence », en utilisant le pourcentage de résidus identiques (dit pourcentage d'identité) ou le pourcentage de conservation des propriétés physicochimiques des résidus (leucine et isoleucine par exemple, dit pourcentage de similitude) pour quantifier un « degré d'homologie entre séquences », ce qui est une terminologie erronée : si des séquences peuvent être plus ou moins semblables, elles sont en revanche ou bien homologues, ou bien non homologues, mais ne peuvent être partiellement homologues — elles peuvent en revanche être partiellement semblables. Plus précisément, on parlera d'homologie partielle lorsqu'une séquence présente des segments homologues qui ne s'étendent pas sur toute la longueur de la séquence, ce qui peut résulter d'une fusion de gènes (en).
L'homologie de séquences est également distincte de la conservation de certains résidus d'acides aminés jouant un rôle spécifique dans une protéine, qui restent identiques ou sont remplacés par des résidus aux propriétés physicochimiques semblables dans toutes les protéines de même fonction. À l'instar des traits morphologiques et anatomiques, des séquences peuvent en effet présenter des similitudes sous l'effet d'une convergence évolutive, voire simplement par hasard, notamment pour les courts segments, ce qui signifie qu'elles ne sont pas homologues, bien qu'elles soient semblables.

## Typologie des séquences homologues

Une duplication initiale (en haut) produit deux paralogues d'histones H1 notées H1.1 en rouge et H1.2 en bleu. Une spéciation ultérieure entre humains et chimpanzés produit une paire de gènes H1.1 orthologues et une paire de gènes H1.2 orthologues. Parallèlement, chez Escherichia coli, un gène exprime une protéine H-NS à la fonction semblable à celle d'une histone mais issue d'une évolution distincte, de sorte qu'il s'agit d'une analogie, mais pas d'une homologie.

### Orthologie
Des séquences homologues sont orthologues si on pense qu'elles ont divergé à partir d'une séquence ancestrale commune à la suite d'une spéciation : lorsqu'une espèce se scinde en deux espèces, les copies du gène d'origine dans chacune des deux nouvelles espèces sont dites orthologues. Ce terme a été introduit en 1970 par le spécialiste en évolution moléculaire Walter M. Fitch (en).
L'orthologie est strictement définie par l'existence d'un ancêtre commun. Dans la mesure où il est difficile d'établir l'ascendance exacte des gènes en raison des duplications et des réarrangements de génomes qui surviennent au cours des générations, la preuve que deux gènes sont orthologues provient généralement d'études phylogénétiques reprenant les lignées de gènes. Les protéines orthologues partagent le plus souvent — mais pas toujours — la même fonction physiologique dans les cellules.

### Paralogie
Des séquences homologues sont paralogues si on pense qu'elles ont divergé à la suite d'une duplication de gènes. Deux gènes paralogues peuvent être présents dans plusieurs endroits du génome d'une même espèce ou entre plusieurs espèces. Ainsi, l'hémoglobine humaine et la myoglobine du chimpanzé sont paralogues.
Les gènes paralogues peuvent structurer des génomes entiers et ainsi expliquer largement l'évolution des génomes. C'est par exemple le cas des boîtes homéotiques comme les gènes Hox chez les animaux. Ces gènes n'ont pas seulement connu des duplications sur leur chromosome mais également à travers l'ensemble du génome, raison pour laquelle ils se retrouvent sur de nombreux chromosomes chez les vertébrés, les clusters HoxA-D étant les plus étudiés.
On dit souvent que les orthologues présentent davantage de similitudes fonctionnelles que les paralogues à similitude séquentielle comparable, mais plusieurs publications remettent en cause cette conception,.